# Халлик, Хельгер
Хельгер Халлик (эст. Helger Hallik; род. 26 ноября 1972, Тарту) — эстонский борец греко-римского стиля, участник трёх Олимпийских игр.

## Карьера
В июле 1992 года на Олимпиаде в Барселоне в первом раунде одолел шведа Йоргена Олссона, второй раунд пропускал, в третьем раунде проиграл поляку Анджею Вроньскому, а в четвёртом раунде проиграл американцу Деннису Козловски, а в схватке за 9 место уступил Милошу Говедарицу, который представлял команду независимых участников. В июле 1996 года в американской Атланте на Олимпийских играх в 1/16 финала одолел канадца Йоги Джола, в 1/8 финала уступил греку Панайотису Пойкилидису в утешительном раунде проиграл Сергею Мурейко из Молдавии, в итоге занял 15 место. В сентябре 2000 года в Сиднее на Олимпиаде на групповой стадии уступил кубинцу Эктору Милиану и китайцу Чжао Хайлиню, заняв итоговое 16 место.

## Спортивные результаты
- Чемпионат Европы по борьбе 1992 — 6;
- Олимпийские игры 1992 — 10;
- Чемпионат мира по борьбе 1994 — 17;
- Чемпионат Европы по борьбе 1995 — 11;
- Чемпионат Европы по борьбе 1996 — 10;
- Олимпийские игры 1996 — 15;
- Чемпионат Европы по борьбе 1998 — 9;
- Чемпионат мира по борьбе 1998 — 21;
- Чемпионат мира по борьбе 1999 — 26;
- Олимпийские игры 2000 — 16;
- Чемпионат Европы по борьбе 2001 — 8;
- Чемпионат мира по борьбе 2001 — 17;
- Чемпионат Европы по борьбе 2002 — 15;
- Чемпионат мира по борьбе 2002 — 5;
- Чемпионат мира по борьбе 2003 — 22;